# Карой Хонфі
Карой Хонфі (угор. Honfi Károly; нар. 25 жовтня 1930, Будапешт - 14 серпня 1996 там само) – угорський шахіст, почесний гросмейстер від 1996 року.

## Шахова кар'єра
Від кінця 1950-х до початку 1970-х років належав до числа провідних угорських шахістів. Неодноразово брав участь у фіналі чемпіонату країни, двічі (1958, 1965 [21-й фінал]), вигравши срібні медалі і один раз - бронзову (1965 [20-й фінал]). У 1958 і 1962 роках представляв свою країну на шахових олімпіадах, також чотири рази (1961, 1965, 1970, 1973) брав участь у командному чемпіонаті Європи, кожного разу завойовуючи медалі в командному заліку (срібну та три бронзові), а також двічі (срібну і бронзову) в особистому заліку.
Досягнув низки успіхів на міжнародній арені, зокрема:
- поділив 1-2-ге місце в Балатонфюреді (1960, Меморіал Лайоша Асталоша, разом з Іштваном Білеком),
- посів 1-ше місце в Русе (1961),
- посів 2-ге місце в Реджо-Емілія (1962/63, позаду Дьожьо Форінтоша),
- поділив 2-3-тє місце в Дюлі (1965, меморіал Лайоша Асталоша, позаду Віктора Корчного, разом з Левенте Лендьєлом),
- поділив 3-4-те місце в Реджо-Емілія (1966/67, позаду Віктора Чокитлі і Драголюба Чирича, разом з Юліусом Козмою),
- посів 2-ге місце в Чачаку (1967),
- посів 3-тє місце в Монте-Карло (1967, турнір B),
- посів 1-ше місце в Монте-Карло (1968, турнір B),
- посів 3-тє місце у вейк-ан-Зеє (1969, турнір B, позаду Бояна Кураїци і Хейккі Вестерінена),
- поділив 2-4-те місце в Залаегерсегу (1969),
- посів 1-ше місце в Чачаку (1969),
- поділив 3-4-те місце у Вейк-ан-Зеє (1970, турнір B, позаду Ульфа Андерссона і Дьожьо Форінтоша, разом з Антоніо Медіною),
- посів 1-ше місце в Кечкеметі (1970),
- поділив 3-4-те місце в Москві (1970),
- поділив 1-2-ге місце в Тімішоарі (1972),
- посів 1-ше місце в Берні (1973),
- поділив 1-4-те місце в Берні (1974),
- посів 1-ше місце в Мондорф-ле-Бені (1974),
- посів 1-ше місце в Кечкеметі (1975),
- посів 1-ше місце в Печі (1976),
- посів 1-ше місце в Баден-Бадені (1979),
- поділив 2-3-тє місце в Ріо-де-Жанейро (1979),
- посів 2-ге місце в Ексйо (1980, турнір B, з Нільсом-Густавом Ренманом),
- посів 1-ше місце у Вроцлаві (1984),
- поділив 2-4-те місце у Вроцлаві (1985),
- поділив 1-2-ге місце в Будапешті (1994, двічі в турнірах First Saturday, FS09 ЇМ- А та FS12).
- посів 2-ге місце в Будапешті (1995, турнір First Saturday FS09 ЇМ-Б).

У 1991-1993 роках тричі брав участь у чемпіонаті світу серед ветеранів (гравців старших 60 років), кожного разу посідаючи місця в першій десятці (відповідно: 9-те, 9-те і 8-ме).
Найвищий рейтинг Ело в кар'єрі мав станом на 1 травня 1974 року, досягнувши 2470 очок ділив 10-11-те місце серед угорських шахістів.
1962 року отримав звання міжнародного майстра, а в 1996 році ФІДЕ присудила йому почесне звання гросмейстера, за результати, досягнуті в минулому.